# David Gray (Musiker)

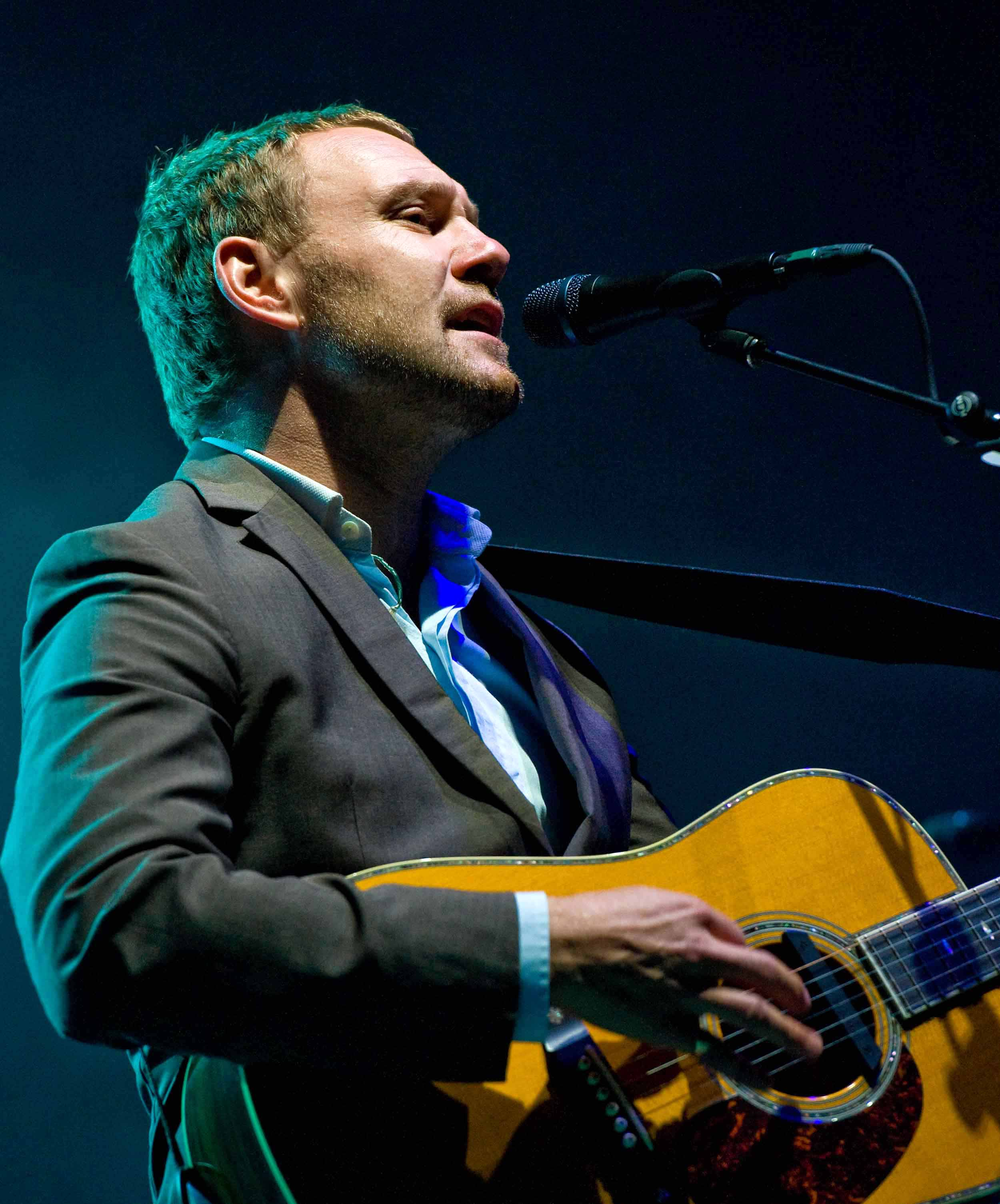
David Gray (2010)

David Gray (* 13. Juni 1968 in Manchester) ist ein britischer Musiker.

## Karriere
David Gray ist Songwriter und spielt Piano und Gitarre. Er wuchs in Wales auf, studierte in Liverpool und spielte dort zunächst in Punkbands. Schließlich zog er nach London und veröffentlichte 1992 sein Debüt, die Single Birds Without Wings. Kurz darauf folgte sein erstes Album A Century Ends. Das Debütalbum und sein Nachfolger Flesh wurden von Kritikern und Musikern gelobt, erzielten aber keine nennenswerten Markterfolge. Joan Baez sprach von dem bedeutendsten Dichter seit Bob Dylan, auch Bono von U2 unterstützte schon früh seine Karriere.
Der Durchbruch gelang mit dem vierten Album White Ladder, das 1999 in den USA als erstes bandfremdes Album von ATO Records verlegt wurde, und dem Singlehit Babylon. Diese Plattenfirma war von Dave Matthews mitgegründet worden. White Ladder wurde mit weltweit mehr als sechs Millionen verkauften Exemplaren das erfolgreichste Album aller Zeiten in Irland. White Ladder trat im Mai 2000 in die UK-Charts ein, benötigte bis zum August 2001, um die Spitzenposition zu erreichen und ist somit das Album, das die längste Zeit brauchte, um nach dem ersten Eintrag auf Platz eins zu klettern. Die beiden Nachfolgealben A New Day at Midnight und Life in Slow Motion schafften es 2002 bzw. 2005 direkt auf die Spitzenposition der britischen Charts.
Im Februar 2006 war Gray unter anderem auf Tournee in der Schweiz und in Deutschland, außerdem trat er bei Rock am Ring und Rock im Park auf. 2010 erreichte er mit dem Album Foundling erstmals die Top Ten in den USA. Insgesamt hat Gray weltweit mehr als zwölf Millionen Alben verkauft.

## Diskografie

### Studioalben
| Jahr | Titel                 | Höchstplatzierung, Gesamtwochen, AuszeichnungChartplatzierungen (Jahr, Titel, Platzierungen, Wochen, Auszeichnungen, Anmerkungen) | Höchstplatzierung, Gesamtwochen, AuszeichnungChartplatzierungen (Jahr, Titel, Platzierungen, Wochen, Auszeichnungen, Anmerkungen) | Höchstplatzierung, Gesamtwochen, AuszeichnungChartplatzierungen (Jahr, Titel, Platzierungen, Wochen, Auszeichnungen, Anmerkungen) | Höchstplatzierung, Gesamtwochen, AuszeichnungChartplatzierungen (Jahr, Titel, Platzierungen, Wochen, Auszeichnungen, Anmerkungen) | Höchstplatzierung, Gesamtwochen, AuszeichnungChartplatzierungen (Jahr, Titel, Platzierungen, Wochen, Auszeichnungen, Anmerkungen) | Anmerkungen                                                  |
| Jahr | Titel                 | DE | AT | CH | UK | US | Anmerkungen                                                  |
| ---- | --------------------- | --- | --- | --- | --- | --- | ------------------------------------------------------------ |
| 1996 | Sell, Sell, Sell      | — | — | — | UK92 Gold · (5 Wo.)UK | — | Erstveröffentlichung: 15. April 1996 Charteintritt erst 2000 |
| 1998 | White Ladder          | DE61 (3 Wo.)DE | AT— GoldAT | — | UK1 ×10Zehnfachplatin · (176 Wo.)UK                                                                                               | US35 Platin · (83 Wo.)US | Erstveröffentlichung: 27. November 1998                      |
| 2002 | A New Day at Midnight | DE61 (1 Wo.)DE | — | CH45 (4 Wo.)CH | UK1 ×4Vierfachplatin · (53 Wo.)UK                                                                                                 | US17 Gold · (23 Wo.)US | Erstveröffentlichung: 28. Oktober 2002                       |
| 2005 | Life in Slow Motion   | DE49 (3 Wo.)DE | AT68 (2 Wo.)AT | CH19 (4 Wo.)CH | UK1 ×2Doppelplatin · (29 Wo.)UK                                                                                                   | US16 (19 Wo.)US | Erstveröffentlichung: 12. September 2005                     |
| 2009 | Draw the Line         | DE70 (1 Wo.)DE | AT74 (1 Wo.)AT | CH18 (4 Wo.)CH | UK5 Gold · (5 Wo.)UK | US12 (8 Wo.)US | Erstveröffentlichung: 14. September 2009                     |
| 2010 | Foundling             | — | — | CH26 (4 Wo.)CH | UK18 (2 Wo.)UK | US9 (4 Wo.)US | Erstveröffentlichung: 16. August 2010                        |
| 2014 | Mutineers             | DE53 (1 Wo.)DE | AT67 (1 Wo.)AT | CH27 (2 Wo.)CH | UK10 (4 Wo.)UK | US15 (4 Wo.)US | Erstveröffentlichung: 17. Juni 2014                          |
| 2019 | Gold in a Brass Age   | — | — | CH45 (1 Wo.)CH | UK21 (1 Wo.)UK | US186 (1 Wo.)US | Erstveröffentlichung: 8. März 2019                           |
| 2021 | Skellig               | — | — | — | UK53 (1 Wo.)UK | — | Erstveröffentlichung: 19. Februar 2021                       |
| 2025 | Dear Life             | — | — | CH88 (1 Wo.)CH | UK25 (1 Wo.)UK | — | Erstveröffentlichung: 17. Januar 2025                        |

### Kompilationen
| Jahr | Titel                  | Höchstplatzierung, Gesamtwochen, AuszeichnungChartplatzierungen (Jahr, Titel, Platzierungen, Wochen, Auszeichnungen, Anmerkungen) | Höchstplatzierung, Gesamtwochen, AuszeichnungChartplatzierungen (Jahr, Titel, Platzierungen, Wochen, Auszeichnungen, Anmerkungen) | Höchstplatzierung, Gesamtwochen, AuszeichnungChartplatzierungen (Jahr, Titel, Platzierungen, Wochen, Auszeichnungen, Anmerkungen) | Höchstplatzierung, Gesamtwochen, AuszeichnungChartplatzierungen (Jahr, Titel, Platzierungen, Wochen, Auszeichnungen, Anmerkungen) | Höchstplatzierung, Gesamtwochen, AuszeichnungChartplatzierungen (Jahr, Titel, Platzierungen, Wochen, Auszeichnungen, Anmerkungen) | Anmerkungen                             |
| Jahr | Titel                  | DE | AT | CH | UK | US | Anmerkungen                             |
| ---- | ---------------------- | --- | --- | --- | --- | --- | --------------------------------------- |
| 2000 | Lost Songs 95–98       | — | — | — | UK7 Gold · (16 Wo.)UK | US153 (3 Wo.)US | Erstveröffentlichung: August 2000       |
| 2001 | The EPs 92–94          | — | — | — | UK68 (2 Wo.)UK | — | Erstveröffentlichung: 2. Juli 2001      |
| 2007 | Greatest Hits          | — | — | — | UK11 Platin · (13 Wo.)UK | US96 (9 Wo.)US | Erstveröffentlichung: 12. November 2007 |
| 2016 | The Best of David Gray | — | — | — | UK30 Gold · (3 Wo.)UK | — | Erstveröffentlichung: 28. Oktober 2016  |

Weitere Alben
- 1993: A Century Ends
- 1994: Flesh
- 2006: Live from London EP
- 2007: A Thousand Miles Behind
- 2007: Shine: The Best of the Early Years

### Singles
| Jahr | Titel Album                          | Höchstplatzierung, Gesamtwochen, AuszeichnungChartplatzierungen (Jahr, Titel, Album, Platzierungen, Wochen, Auszeichnungen, Anmerkungen) | Höchstplatzierung, Gesamtwochen, AuszeichnungChartplatzierungen (Jahr, Titel, Album, Platzierungen, Wochen, Auszeichnungen, Anmerkungen) | Höchstplatzierung, Gesamtwochen, AuszeichnungChartplatzierungen (Jahr, Titel, Album, Platzierungen, Wochen, Auszeichnungen, Anmerkungen) | Höchstplatzierung, Gesamtwochen, AuszeichnungChartplatzierungen (Jahr, Titel, Album, Platzierungen, Wochen, Auszeichnungen, Anmerkungen) | Höchstplatzierung, Gesamtwochen, AuszeichnungChartplatzierungen (Jahr, Titel, Album, Platzierungen, Wochen, Auszeichnungen, Anmerkungen) | Anmerkungen                             |
| Jahr | Titel Album                          | DE | AT | CH | UK | US | Anmerkungen                             |
| ---- | ------------------------------------ | --- | --- | --- | --- | --- | --------------------------------------- |
| 1999 | This Year’s Love White Ladder        | — | — | — | UK20 Platin · (6 Wo.)UK | — | Erstveröffentlichung: 8. März 1999      |
| 1999 | Babylon White Ladder                 | DE96 (3 Wo.)DE | — | — | UK5 Platin · (13 Wo.)UK | US57 (18 Wo.)US | Erstveröffentlichung: 12. Juli 1999     |
| 1999 | Please Forgive Me White Ladder       | — | — | — | UK18 Silber · (14 Wo.)UK | — | Erstveröffentlichung: 22. November 1999 |
| 2001 | Sail Away White Ladder               | — | — | — | UK26 Gold · (6 Wo.)UK | — | Erstveröffentlichung: 16. Juli 2001     |
| 2001 | Say Hello Wave Goodbye White Ladder  | — | — | — | UK26 (4 Wo.)UK | — | Erstveröffentlichung: 17. Dezember 2001 |
| 2002 | The Other Side A New Day at Midnight | — | — | — | UK35 (3 Wo.)UK | — | Erstveröffentlichung: 9. Dezember 2002  |
| 2003 | Be Mine A New Day at Midnight        | — | — | — | UK23 (3 Wo.)UK | — | Erstveröffentlichung: 7. April 2003     |
| 2005 | The One I Love Life in Slow Motion   | DE96 (2 Wo.)DE | AT48 (4 Wo.)AT | — | UK8 Silber · (16 Wo.)UK | — | Erstveröffentlichung: 29. August 2005   |
| 2005 | Hospital Food Life in Slow Motion    | — | — | — | UK34 (3 Wo.)UK | — | Erstveröffentlichung: 28. November 2005 |
| 2006 | Alibi Life in Slow Motion            | — | — | — | UK71 (1 Wo.)UK | — | Erstveröffentlichung: 27. März 2006     |
| 2007 | You’re the World to Me Greatest Hits | — | — | — | UK53 (3 Wo.)UK | — | Erstveröffentlichung: 5. November 2007  |
| 2009 | Fugitive Draw the Line               | — | — | CH84 (1 Wo.)CH | — | — | Erstveröffentlichung: 7. September 2009 |

Weitere Singles
- 1992: Birds Without Wing
- 1993: Shine
- 1993: Wisdom
- 1996: Faster Sooner Now
- 1996: Late Night Radio
- 2002: Dead in the Water
- 2009: Full Steam (feat. Annie Lennox)
- 2010: A Moment Changes Everything
- 2014: Gulls
- 2014: Back in the World
- 2014: Beautiful Agony
- 2015: Snow in Vegas (feat. LeAnn Rimes)
- 2016: Smoke Without Fire
- 2018: The Sapling
- 2019: A Tight Ship

### Videoalben
- 2001: Live (UK: Platin)

## Auszeichnungen für Musikverkäufe
| Silberne Schallplatte - Frankreich - 2001: für das Album White Ladder Goldene Schallplatte - Australien - 2003: für das Album A New Day at Midnight - 2005: für das Album Life in Slow Motion - 2010: für das Album Greatest Hits - Belgien - 2005: für das Album White Ladder - Kanada - 2003: für das Album A New Day at Midnight - Niederlande - 2005: für das Album White Ladder Platin-Schallplatte - Australien - 2005: für das Videoalbum Live - Europa - 2002: für das Album A New Day at Midnight - Kanada - 2002: für das Album White Ladder - Neuseeland - 2003: für das Album A New Day at Midnight - 2005: für das Album Life in Slow Motion - 2019: für das Album Greatest Hits - 2022: für die Single This Year’s Love | 2× Platin-Schallplatte - Australien - 2005: für das Album White Ladder 3× Platin-Schallplatte - Europa - 2004: für das Album White Ladder 4× Platin-Schallplatte - Irland - 2005: für das Album Life in Slow Motion 5× Platin-Schallplatte - Neuseeland - 2005: für das Album White Ladder 23× Platin-Schallplatte - Irland - 2016: für das Album White Ladder |

Anmerkung: Auszeichnungen in Ländern aus den Charttabellen bzw. Chartboxen sind in ebendiesen zu finden.
| Land/RegionAuszeichnungen für Musikverkäufe (Land/Region, Auszeichnungen, Verkäufe, Quellen) | Silber     | Gold       | Platin       | Verkäufe    | Quellen                       |
| -------------------------------------------------------------------------------------------- | ---------- | ---------- | ------------ | ----------- | ----------------------------- |
| Australien (ARIA)                                                                            | —          | 3× Gold3   | 3× Platin3   | 260.000     | aria.com.au                   |
| Belgien (BRMA)                                                                               | —          | Gold1      | —            | 25.000      | ultratop.be                   |
| Europa (IFPI)                                                                                | —          | —          | 4× Platin4   | (4.000.000) | ifpi.org                      |
| Frankreich (SNEP)                                                                            | Silber1    | —          | —            | 50.000      | infodisc.fr                   |
| Irland (IRMA)                                                                                | —          | —          | 27× Platin27 | 405.000     | irishcharts.ie                |
| Kanada (MC)                                                                                  | —          | Gold1      | Platin1      | 150.000     | musiccanada.com               |
| Neuseeland (RMNZ)                                                                            | —          | —          | 9× Platin9   | 150.000     | aotearoamusiccharts.co.nz NZ2 |
| Niederlande (NVPI)                                                                           | —          | Gold1      | —            | 50.000      | nvpi.nl                       |
| Österreich (IFPI)                                                                            | —          | Gold1      | —            | 20.000      | ifpi.at                       |
| Vereinigte Staaten (RIAA)                                                                    | —          | Gold1      | Platin1      | 1.500.000   | riaa.com                      |
| Vereinigtes Königreich (BPI)                                                                 | 2× Silber2 | 5× Gold5   | 20× Platin20 | 7.550.000   | bpi.co.uk                     |
| Insgesamt                                                                                    | 3× Silber3 | 13× Gold13 | 66× Platin66 |             |                               |